# Moemi Kikuchi
Moemi Kikuchi (jap. 菊池 萌水, Kikuchi Moemi; * 6. April 1992) ist eine japanische Shorttrackerin.

## Werdegang
Kikuchi startete international erstmals im Shorttrack bei den Juniorenweltmeisterschaften 2009 in Sherbrooke und errang dabei den sechsten Platz mit der Staffel. Im folgenden Jahr belegte sie bei den Juniorenweltmeisterschaften in Taipei den 12. Platz im Mehrkampf und den sechsten Rang mit der Staffel. Ihre besten Resultate bei den Juniorenweltmeisterschaften 2011 in Courmayeur waren der 12. Platz über 500 m und der fünfte Rang mit der Staffel. Im März 2014 wurde sie bei den Weltmeisterschaften in Montreal Achte mit der Staffel. In den Einzelrennen kam sie auf den 36. Platz über 1000 m und auf den 28. Rang über 500 m und erreichte damit den 36. Platz im Mehrkampf. Ihr Debüt im Shorttrack-Weltcup hatte sie zu Beginn der Saison 2014/15 in Salt Lake City und errang dabei über 1000 m die Plätze 30 und 27. Im weiteren Saisonverlauf kam sie über 1500 m zweimal unter die ersten Zehn und erreichte damit den 19. Platz im Weltcup über 1500 m. Bei der Winter-Universiade 2015 in Granada gelang ihr der vierte Platz mit der Staffel. Ihre besten Platzierungen bei den Weltmeisterschaften 2015 in Moskau waren der achte Platz über 1500 m und der vierte Rang mit der Staffel. In der folgenden Saison belegte sie mit zwei Top-Zehn-Platzierungen den 17. Rang in der Weltcupwertung über 1500 m. Im Februar 2016 erreichte sie in Dresden mit dem dritten Platz mit der Staffel ihre erste Podestplatzierung im Weltcup. Beim Saisonhöhepunkt den Weltmeisterschaften 2016 in Seoul wurde sie Siebte mit der Staffel. Bei der Winter-Universiade im Februar 2017 in Almaty holte sie die Bronzemedaille über 1500 m. Zudem errang sie dort den neunten Platz über 1000 m und den vierten Platz über 500 m. Im folgenden Monat gewann sie bei den Weltmeisterschaften in Rotterdam die Bronzemedaille mit der Staffel. Zudem belegte sie dort mit dem 24. Platz jeweils über 500 m und 1000 m und mit dem 18. Platz über 1500 m, den 22. Platz im Mehrkampf. Im November 2018 wurde sie in Salt Lake City Dritte mit der Staffel.
Kikuchi ist die Schwester von Sumire, Yuki und Ayaka, die allesamt im Eisschnelllauf bzw. Shorttrack aktiv sind.

## Persönliche Bestzeiten
- 500 m      44,080 s (aufgestellt am 3. November 2018 in Calgary)
- 1000 m    1:28,232 min (aufgestellt am 10. November 2018 in Salt Lake City)
- 1500 m    2:26,608 min (aufgestellt am 5. Februar 2016 in Dresden)